# Elementair deeltje
Een elementair deeltje is een deeltje dat niet in andere deeltjes is te splitsen. Volgens de huidige modellen zijn bijvoorbeeld elektronen, neutrino's en quarks elementaire deeltjes.
In de natuurkunde wordt een elementair deeltje geacht geen inwendige structuur te hebben, aangezien het niet is samengesteld uit nog kleinere deeltjes. Alle grotere deeltjes zijn samengesteld uit elementaire deeltjes. In de moderne theorie van de deeltjesfysica, het standaardmodel, zijn quarks, leptonen en 'ijkbosonen' elementaire deeltjes.
Elementaire deeltjes kunnen in het algemeen niet in stilstaande toestand afzonderlijk worden waargenomen. Alleen bij snelheden dicht onder de lichtsnelheid kunnen zij worden waargenomen, bijvoorbeeld als ioniserende straling in een bellenvat. Door hun banen en onderlinge botsingen te bestuderen, waarbij nieuwe deeltjes ontstaan, kunnen hun eigenschappen worden bestudeerd.
Er zijn deeltjes waaruit de materie is opgebouwd en er zijn deeltjes die een kracht overbrengen.

Standaardmodel van de deeltjesfysica

## Geschiedenis
Atomen werden in de negentiende eeuw nog als elementaire deeltjes beschouwd. Door experimenten in het begin van de twintigste eeuw bleek dat atomen bestaan uit een kern met alle massa en een groot "leeg" gebied waarin zich negatieve lading bevindt. Dit werd verklaard met de aanname dat de kern uit positieve deeltjes (protonen) bestaat, en zich in het lege gebied deeltjes met zeer geringe massa en negatieve lading bevinden (elektronen). Later werd ontdekt dat zich in de kern ook neutraal geladen deeltjes bevinden (neutronen). In deze periode werden de deeltjes waaruit de atoomkernen zijn samengesteld (het proton en het neutron) als elementair beschouwd.
Een centraal thema in de deeltjesfysica is het vroeg-twintigste-eeuwse idee van kwanta, dat het begrip van elektromagnetische straling hervormde en de kwantummechanica voortbracht.
Er werd vanaf de jaren 50 een groot aantal nieuwe deeltjes gevonden, die nog als elementair golden. Men zocht naar een model dat deze deeltjes onder één noemer bracht, hetgeen resulteerde in het standaardmodel van de deeltjesfysica.
Er werden in de loop van de twintigste eeuw steeds nauwkeuriger en veelzijdiger instrumenten gebouwd om de baan van elementaire deeltjes in kaart te brengen, zoals de nevelkamer, het bellenvat, de vonkenkamer en ten slotte de dradenkamer. Hiermee konden de experimenten worden uitgevoerd om de opbouw van de materie te begrijpen.

## Overzicht
Een elementair deeltje is een fermion of een boson. Het verschil tussen fermionen en bosonen is hun spin. Fermionen zijn deeltjes met halftallige spin en bosonen zijn deeltjes met heeltallige spin. De twaalf fermionen worden in het algemeen met materie geassocieerd en de bosonen met de fundamentele krachten.
De elementaire deeltjes uit het standaardmodel zijn:
- Fermionen:

Quarks — up, down, strange, charm, bottom, top
Leptonen — elektron, muon, tau, elektron-neutrino, muon-neutrino, tau-neutrino
- Bosonen:

IJkbosonen – gluon, W- en Z-boson, foton en graviton
Andere bosonen — higgsboson

## Het standaardmodel
Het standaardmodel van de deeltjesfysica beschrijft twaalf fermionen en hun antideeltjes, twaalf ijkbosonen en hun antideeltjes en het higgsboson. Fermionen zijn de materiedeeltjes waaruit alles is opgebouwd, terwijl ijkbosonen de krachtdeeltjes zijn die fermionen bij elkaar houden en soms uiteen laten vallen. Met behulp van het higgsboson, en met name het higgsveld waaruit dit deeltje afkomstig is, kunnen sommige deeltjes hun massa verwerven. In beginsel wordt elke fysische theorie als voorlopig beschouwd. Het standaardmodel vormt daarop geen uitzondering. Eén van de onopgeloste problemen aan dit model is dat het onverenigbaar is met de algemene relativiteitstheorie van Einstein. Het vermoeden is dat er andere elementaire deeltjes zijn die door het standaardmodel niet worden beschreven, zoals het graviton of 'superpartners', de supersymmetrische partners van de bekende deeltjes.

## Fundamentele fermionen
De twaalf fermionen zijn verdeeld in drie 'generaties' van vier deeltjes. Zes van de deeltjes zijn quarks. De resterende zes zijn leptonen, waarvan drie neutrino's zijn en de andere drie een elektrische lading van −1 hebben: het elektron en zijn twee 'neven', het muon en het tau-lepton.
| Eerste generatie | Tweede generatie | Derde generatie |
| --- | --- | --- |
| - elektron: {\displaystyle e^{-}} - elektron-neutrino: {\displaystyle \nu _{e}} - upquark: {\displaystyle u} - downquark: {\displaystyle d} | - muon: {\displaystyle \mu ^{-}} - muon-neutrino: {\displaystyle \nu _{\mu }} - charmquark: {\displaystyle c} - strange quark: {\displaystyle s} | - tau: {\displaystyle \tau ^{-}} - tau-neutrino: {\displaystyle \nu _{\tau }} - topquark: {\displaystyle t} - bottomquark: {\displaystyle b} |

### Antideeltjes
Voor elk van deze twaalf fermionen zijn er ook corresponderende antideeltjes. Het positron {\displaystyle e^{+}} bijvoorbeeld komt in de meeste eigenschappen overeen met het elektron, maar heeft een elektrische lading van +1.
| Eerste generatie | Tweede generatie | Derde generatie |
| --- | --- | --- |
| - positron: {\displaystyle e^{+}} - elektron-antineutrino: {\displaystyle {\bar {\nu }}_{e}} - antiupquark: {\displaystyle {\bar {u}}} - antidownquark: {\displaystyle {\bar {d}}} | - antimuon: {\displaystyle \mu ^{+}} - muon-antineutrino: {\displaystyle {\bar {\nu }}_{\mu }} - anticharmquark: {\displaystyle {\bar {c}}} - antistrangequark: {\displaystyle {\bar {s}}} | - antitau: {\displaystyle \tau ^{+}} - tau-antineutrino: {\displaystyle {\bar {\nu }}_{\tau }} - antitopquark: {\displaystyle {\bar {t}}} - antibottomquark: {\displaystyle {\bar {b}}} |

### Quarks
Quarks en antiquarks zijn nooit individueel aangetoond, wat door de 'kleurbeperking' van de kwantumchromodynamica wordt verklaard. Elke quark draagt een van drie kleurenladingen van de sterke interactie. Hun antiquarks dragen hun antikleur.
Kleurgeladen deeltjes hebben met elkaar een wisselwerking via het uitwisselen van gluonen, op dezelfde manier als elektrisch geladen deeltjes fotonen kunnen uitwisselen. Een verschil is dat gluonen zelf die kleurlading bezitten, wat een versterking van de sterke kernkracht met zich meebrengt, zodra deeltjes met een kleurlading van elkaar worden gescheiden. In tegenstelling tot de elektromagnetische kracht, die snel kleiner wordt als geladen deeltjes uit elkaar bewegen, wordt de sterke kernkracht juist groter, met als gevolg dat kleurgeladen deeltjes nooit van elkaar kunnen worden gescheiden.
De kleurgeladen deeltjes kunnen zich wel combineren om kleur-neutrale samengestelde deeltjes te vormen: de hadronen. Zo kan een quark zich combineren met een antiquark. De quark heeft een kleur en de antiquark heeft de corresponderende antikleur. De kleur en antikleur compenseren elkaar en er vormt zich een kleur-neutraal meson. Of drie quarks kunnen naast elkaar bestaan: één quark is 'rood', een ander 'blauw', een ander 'groen'. Deze drie gekleurde quarks vormen samen een kleur-neutraal baryon. Of drie antiquarks kunnen samen bestaan: één antiquark is 'antirood' een andere 'antiblauw' en een 'antigroen'. Deze drie anti-gekleurde antiquarks vormen een kleur-neutraal antibaryon.
Quarks hebben ook niet-gehele kleine elektrische ladingen, maar aangezien zij binnen hadronen voorkomen waarvan ladingen altijd gehele getallen zijn, zijn die niet-gehele ladingen nooit geïsoleerd of gemeten. Zo hebben quarks elektrische ladingen van of +2⁄3 of −1⁄3, terwijl antiquarks overeenkomstige elektrische ladingen van of −2⁄3 of +1⁄3 hebben.
Bewijs voor het bestaan van quarks komt voort uit proeven waarbij elektronen op atoomkernen worden afgevuurd. Hieruit kan de ladingsverdeling binnen nucleonen, die baryonen zijn, worden bepaald. Als de lading gelijkmatig zou zijn verdeeld, zou het elektrische veld rond het proton gelijkmatig moeten zijn en zou het elektron zich na een botsing elastisch moeten laten terugkaatsen. Laagenergetische elektronen verspreiden zich op deze wijze, maar boven een bepaalde energie worden sommige elektronen door protonen onder grote hoeken teruggekaatst. Het terugkaatsende elektron heeft veel minder energie en er wordt een 'jet' van deeltjes uitgezonden. Dit niet-elastische terugkaatsen kan alleen worden verklaard, als de lading in het proton niet gelijkmatig is verdeeld, maar in kleinere geladen deeltjes is onderverdeeld: de quarks.

## Fundamentele bosonen
In het standaardmodel zijn het deeltjes met spin 1, zoals gluonen, fotonen, en W- en Z-bosonen die zorgen voor het uitwisselen van krachten, terwijl het higgsboson met spin 0 de grondslag is van deeltjes die een intrinsieke massa hebben.

### Gluonen
Gluonen zijn de dragers van de sterke kernkracht en bezitten zowel kleur als antikleur. Hoewel gluonen zonder massa zijn, worden zij nooit waargenomen in detectoren vanwege de kleurenbeperking. Ze kunnen wel “jets” van hadronen produceren net zoals enkele quarks. Het eerste bewijsmateriaal voor gluonen kwam uit vernietiging van elektronen en positronen bij hoge energieën die soms drie producten gaven: een quark, een antiquark en een gluon.

### Elektrozwakke bosonen
Er zijn drie zwakke ijkbosonen: W+, W-, en Z0. Deze zorgen voor de zwakke kernkracht. Het foton zonder massa zorgt voor de elektromagnetische kracht.

### Higgsboson
Hoewel de zwakke kernkracht en de elektromagnetische krachten vrij verschillend lijken bij lage energieën, kunnen de twee krachten bij hoge energieën theoretisch als één 'elektrozwakke' kracht worden samengebracht. Deze voorspelling is duidelijk bevestigd door metingen aan elektron-proton-botsingen in de HERA-versneller van DESY. De verschillen bij lage energieën zijn het gevolg van de hoge massa's van W- en Z-bosonen, die weer een gevolg zijn van het higgsmechanisme. Het higgsboson werd in 2012 in experimenten van de Large Hadron Collider in het CERN met een massa van 125 GeV als laatste hoeksteen van het Standaardmodel ontdekt. De Belg François Englert en Brit Peter Higgs ontvingen hiervoor in 2013 de Nobelprijs.

## Voorbij het standaardmodel
Hoewel veel experimenteel bewijsmateriaal de voorspellingen van het standaardmodel bevestigt, vinden veel fysici dit model onbevredigend vanwege de vele onbepaalde parameters, het grote aantal fundamentele deeltjes en theoretische overwegingen, zoals de reeds genoemde onverenigbaarheid met de relativiteitstheorie. Er zijn al theorieën ontwikkeld, zoals de snaartheorie, die beogen deze problemen op te lossen, maar die verkeren nog in een speculatief stadium. Deze theorieën zijn moeilijk met experimenten te verifiëren.

## Websites
- (en)  B Greene. Elementary particles. voor PBS)
- (en)  Universiteit van Californië. The Review of Particle Physics (2018)
- (en)  CERN. Season of Higgs and melodrama, 2003. gearchiveerd
- (en)  New results from the CLAS Collaboration Search for Pentaquarks